# Бояринцев, Владимир Геннадьевич
Владимир Геннадьевич Бояринцев (род. 21 января 1964) — советский, российский хоккеист, нападающий, мастер спорта России. Тренер.

## Биография
Воспитанник спортивного клуба школы № 45 (тренер В. С. Сыропятов) и ижевского «Металлиста» (тренер — А. П. Елькин). играл за команды СКА МВО Калинин (1983/84 — 1984/85), «Кристалл» Саратов (1985/86), «Ижсталь» (1986/87, 1990/91 — 1991/92, 1997/98 — 2000/01), «Торпедо» / «Торос» Нефтекамск (1987/88 — 1989/90, 1992/93), ЦСК ВВС Самара (1993/94 — 1994/95), «Химволокно» Могилёв (Белоруссия, 2001/02), «Ижсталь-2» (2005/06 — один матч).
В 1995 году по просьбе первой жены прекратил играть, но через да года вернулся на лёд. По ходу сезона 2001/02 стал играющим тренером «Химволокна», в следующем сезона возглавлял команду до 24 ноября. Работал в школе «Ижстали». Главный тренер глазовского «Прогресса» (2015/16).